# Naturlige rettigheder
Naturlige rettigheder, også kaldet ideelle rettigheder eller umistelige rettigheder, er rettigheder, som ikke er betinget af love, skikke eller tro eller et bestemt samfund eller styreform. I modsætning hertil er juridiske rettigheder (undertiden også kaldet borgerlige rettigheder eller lovbestemte rettigheder). Disse rettigheder overføres via en særlig styreform, reguleret i vedtægter ved anden form for lovgivende magt, og som sådan betinget af lokale love, skikke eller tro. Naturlige rettigheder er dermed nødvendigvis universelle, mens juridiske rettigheder er bestemt af kulturelle og politiske forhold.
| Jura | Spire Denne juraartikel er en spire som bør udbygges. Du er velkommen til at hjælpe Wikipedia ved at udvide den. |